# Kanalfieber
Das sogenannte Kanalfieber (engl. canal fever bzw. canal mania) bzw. Kanalbaufieber war eine Spekulationswelle im späten 18. Jahrhundert und frühen 19. Jahrhundert in England. Gegen 1793 wurde England davon befallen, wobei endlose Pläne von allen Seiten auftauchten und die Spekulationen überhandnahmen. Der Bau von Kanälen wurde als Lösung für viele Verkehrsprobleme gesehen (insbesondere den Kohletransport) und das „Kanalfieber“ erfasste das Land.

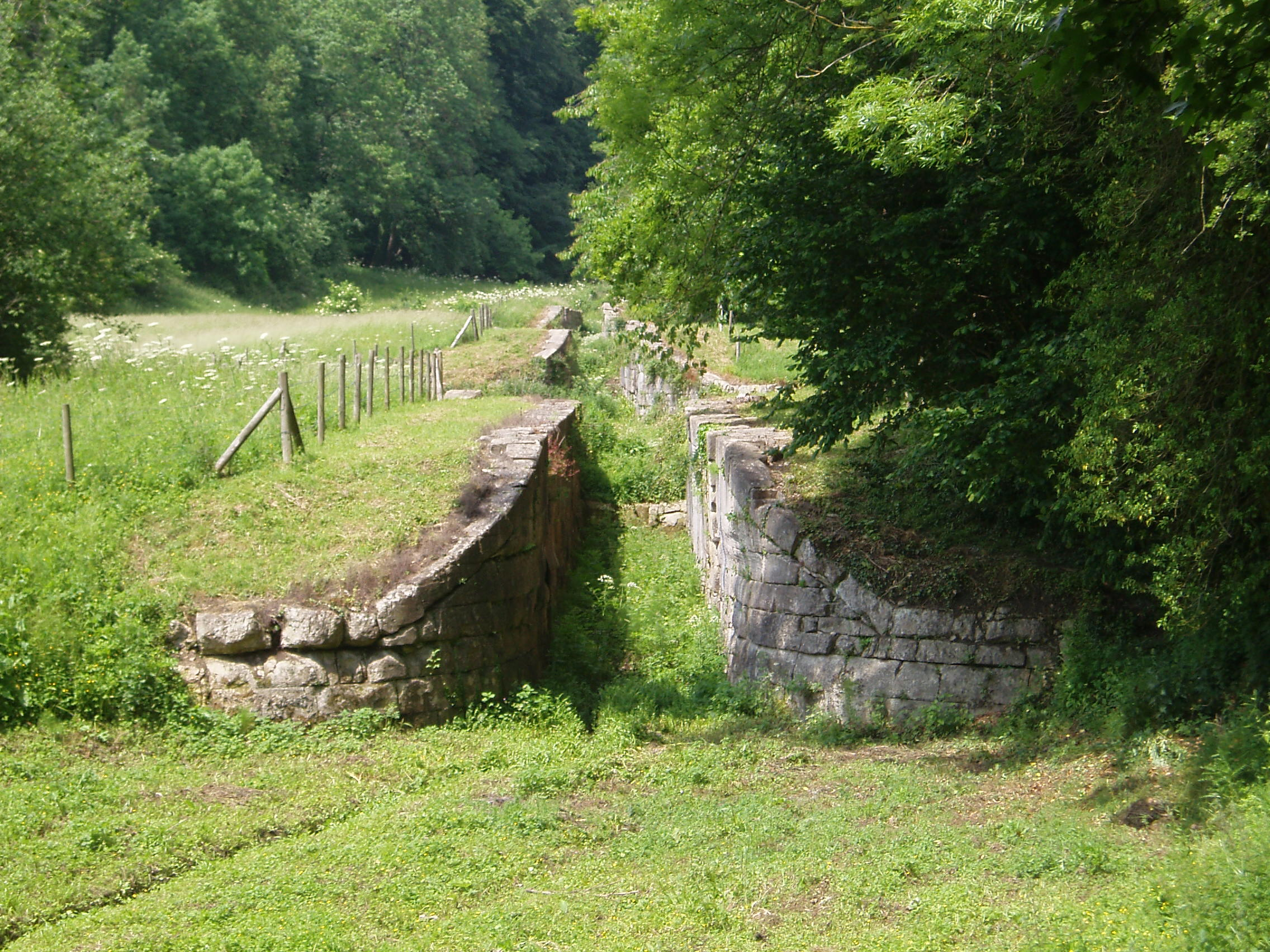
Überreste des Somerset-Kohlekanals (Somerset Coal Canal)

Es wurden zahlreiche Kanäle errichtet, mehr als eines dieser Projekte endete in einem Desaster. Einige der in dieser Zeit genehmigten Kanäle erwiesen sich später als rentabel. Es gab jedoch auch einige, darunter der Herefordshire and Gloucestershire Canal, die nie eine Dividende abwarfen. Andere, wie der Grand Western Canal, wurden nie fertiggestellt.
Auch die Umgebung des in Tucking Mill lebenden „Vaters der englischen Geologie“, William Smith, war vom Kanalfieber angesteckt.
Auch aus anderen Ländern ist ein Kanalbaufieber bekannt, im 2. Viertel des 19. Jahrhunderts herrschte beispielsweise im gesamten Osten der Vereinigten Staaten ein Kanalbaufieber.